# Северный район (Орёл)
Северный район — административный район в составе города Орёл.

## Предыстория образования района

Памятник «Металлург», установленный в 1973 году на территории микрорайона. Более известен как «Алёша»

19 сентября 1937 года в составе РСФСР появилась новообразованная Орловская область, а её центр — город Орёл — был административно разделён на 3 городских района: Заводской, Советский и Железнодорожный.
Последующий рост областного центра, имевший место в конце 1950-х — начале 1960-х годов. сопровождался активным развитием к северу от Железнодорожного вокзала крупной селитебной и промышленной зоны. Здесь строился Орловский Сталепрокатный Завод, жилой район, рассчитанный на 100 тысяч жителей, другие промышленные предприятия. Крупное жилищное строительство в северном направлении заставило уже в 1970 году включить в генеральный план Орла образование четвёртого административного района, которому изначально намечалось присвоить название «Сталепрокатный» (поскольку район был заложен как микрорайон крупного Сталепрокатного завода).

## Образование
Несмотря на то что район закладывался ещё генпланом 1970 года, его образование постоянно откладывалось ввиду необходимости утверждения в самых высоких инстанциях страны, вплоть до Совета Министров. Образование района удалось согласовать лишь в конце XX века и 1 февраля 1999 года был образован 4-й административный район г. Орла — Северный.
1 февраля 2019 года в КДЦ «Металлург» отметили 20-летие Северного района.

## Население
| 2002    | 2009    | 2010    | 2012    | 2013    | 2014    | 2015    |
| ------- | ------- | ------- | ------- | ------- | ------- | ------- |
| 67 819  | ↘65 931 | ↗67 762 | ↘67 462 | ↘67 186 | ↗67 216 | ↗67 458 |
| 2016    | 2017    | 2018    | 2019    | 2020    | 2021    | 2022    |
| ↗67 748 | ↗67 856 | ↘67 348 | ↘66 996 | ↘66 685 | ↘64 430 | ↗64 557 |
| 2023    |         |         |         |         |         |         |
| ↘62 856 |         |         |         |         |         |         |

### Национальный состав
По итогам переписи населения 2020 года проживали следующие национальности (национальности менее 0,1 % и другое, см. в сноске к строке «Другие»):
| Национальность | Численность, чел. | Доля     |
| -------------- | ----------------- | -------- |
| Русские        | 55 997            | 86,91 %  |
| Украинцы       | 301               | 0,47 %   |
| Армяне         | 188               | 0,29 %   |
| Белорусы       | 70                | 0,11 %   |
| Другие         | 7874              | 12,22 %  |
| Итого          | 64 430            | 100,00 % |